# Baryssinus giesberti
Baryssinus giesberti es una especie de escarabajo longicornio del género Baryssinus, tribu Acanthocinini, subfamilia Lamiinae. Fue descrita científicamente por Monné M. A. & Monné M. L. en 2007.
El período de vuelo de la especie se presenta durante los meses de mayo y junio.

## Descripción
Mide 9 milímetros de longitud.

## Distribución
Se distribuye por Panamá.